# Amparo Rivelles
María Amparo Rivelles Ladrón de Guevara, coneguda artísticament com a Amparo Rivelles (Madrid, 11 de febrer de 1925 - Madrid, 7 de novembre de 2013) va ser una actriu espanyola, filla dels actors Rafael Rivelles i María Fernanda Ladrón de Guevara, i germana del també actor Carlos Larrañaga.
Al llarg de la seva carrera va treballar en més d'una trentena de pel·lícules i en nombrosos muntatges teatrals i de sèries de televisió, i va obtenir diversos premis, entre els quals destaquen el Premio Nacional de Teatro i el Goya a la millor actriu. Juntament amb Aurora Bautista va ser la principal figura femenina del cinema espanyol de postguerra. Tot i rebutjar diverses ofertes per treballar a Hollywood, va posar-se a les ordres d'Orson Welles en la versió espanyola de Mr. Arkadin (1955).

## Biografia
Amb 13 anys va debutar als escenaris a Barcelona amb la companyia teatral de la seva mare, amb l'obra Siete Hermanas de Leandro Navarro, i dos anys més tard va fer el seu debut al cinema amb la pel·lícula María Juana (1940) d'Armando Vidal. Aviat li va arribar la fama i va aconseguir un contracte amb la productora cinematogràfica Cifesa, per a la qual va fer alguns dels seus millors papers: Eloisa está debajo del almendro (1943), La fe (1947), ambdues de Rafael Gil, Los ladrones somos gente honrada (1941), Malvaloca (1942), Fuenteovejuna (1947), La duquesa de Benamejí (1949) i La Leona de Castilla (1951).
El 1957 va viatjar a Mèxic, on es va instal·lar i va desenvolupar la seva carrera professional durant 25 anys, convertint-se en una de les llegendes del cinema mexicà, tot i que també va seguir fent teatre i va ser protagonista de grans sèries de televisió. L'any 1979 va tornar a Espanya i va aconseguir un gran èxit amb l'adaptació per a televisió de Los gozos y las sombras (1982), de Gonzalo Torrente Ballester, on va treballar amb el seu germà Carlos Larrañaga.
El 1986 va protagonitzar juntament amb Lola Cardona Hay que deshacer la casa, de Sebastián Junyent, obra per la que va guanyar el Premi Lope de Vega, i també va ser la protagonista de l'adaptació al cinema d'aquesta, de la mà de José Luis García Sánchez i al costat d'Amparo Soler Leal, paper pel qual va obtenir el Goya a la millor actriu. Dos anys més tard va actuar a La Celestina, una adaptació de Torrente Ballester de l'obra de Fernando de Rojas, dirigida per Adolfo Marsillach. El 1989 va ser nominada al Goya a la millor actriu secundària pel seu paper a la pel·lícula Esquilache, de Josefina Molina.
L'any 1993 va protagonitzar El canto de los cisnes al costat d'Albert Closas, i va interpretar a Paula Raíces a l'adaptació televisiva de La Regenta, de Clarín. El 1999 va estrenar Los árboles mueren de pie, d'Alejandro Casona, i del 2001 al 2003 va interpretar Paseando a Miss Daisy, d'Alfred Uhry. Entre aquell any i el següent va representar amb Núria Espert La brisa de la vida, dirigida per Lluís Pasqual. El 2006 va fer la seva última actuació a Múrcia, amb l'obra La duda, i el 2011 va rebre un homenatge organitzat per l'Institut Cervantes.

## Trajectòria professional

### Cinema
- Mary Juana, d'Armando Vidal (1940)
- Alma de Dios, d'Ignacio F. Iquino (1941)
- Un caballero famoso, de José Buchs (1942)
- Los ladrones somos gente honrada, d'Ignacio F. Iquino (1942)
- Malvaloca, de Lluís Marquina i Pichot (1942)
- Eloísa está debajo de un almendro, de Rafael Gil (1943)
- Deliciosamente tontos, de Juan de Orduña (1943)
- El clavo, de Rafael Gil (1944)
- Eugenia de Montijo, de José López Rubio (1944)
- Fuenteovejuna, d'Antonio Román (1947)
- Angustia, de José Antonio Nieves Conde (1947)
- La fe, de Rafael Gil (1947)
- La calle sin sol, de Rafael Gil (1948)
- Si te hubieses casado conmigo, de Viktor Tourjansky (1948)
- La duquesa de Benamejí, de Luis Lucia (1949)
- Alba de América, de Juan de Orduña (1951)
- La leona de Castilla, de Juan de Orduña (1951)
- Tres citas con el destino, de Fernando de Fuentes, León Klimovsky i Florián Rey (1954)
- Mr. Arkadin, d'Orson Welles (1955)
- El indiano, de Fernando Soler (1955)
- La herida luminosa, de Tulio Demicheli (1956)
- El batallón de las sombras, de Manuel Mur Oti (1957)
- El esqueleto de la señora Morales, de Rogelio A. González (1959)
- El amor que yo te di, de Tulio Demicheli (1959)
- Un ángel tuvo la culpa, de Luis Lucia (1960)
- Los novios de mis hijas, d'Alfredo B. Crevenna (1964)
- La viuda blanca, de Carlos Lozano Dana (1970)
- El juicio de los hijos, d'Alfredo B. Crevenna (1971)
- Una vez, un hombre..., de Guillermo Murray (1971)
- ¿Quién mató al abuelo?, de Carlos Enrique Taboada (1972)
- La madrastra, de Roberto Gavaldón (1974)
- La coquito, de Pedro Masó (1977)
- Soldados de plomo, de José Sacristán (1983)
- Hay que deshacer la casa, de José Luis García Sánchez (1986)
- Esquilache, de Josefina Molina (1989)
- El día que nací yo, de Pedro Olea (1991)
- Mar de luna, de Manolo Matji (1995)
- Sombras y luces. Cien años de cine español, d'Antonio Giménez-Rico (1996)
- El olor de las manzanas, de Juan Cruz (1999)

### Teatre
- La madre guapa, d'Adolfo Torrado (1939)
- El compañero Pérez (1939)
- El amor del gato y del perro, d'Enrique Jardiel Poncela (1945)
- Don Juan Tenorio, de José Zorrilla (1945)
- Campo de armiño, de Jacinto Benavente (1945)
- A las seis en la esquina del bulevar, d'Enrique Jardiel Poncela (1946)
- Huis Clos (A puerta cerrada), de Jean-Paul Sartre, dirigida per Luis Escobar (1947)
- Una mujer cualquiera, de Miguel Mihura, dirigida per Luis Escobar (1953)
- Requiebro, d'Antonio Quintero (1954)
- Salvar a los delfines, de Santiago Moncada (1979)
- El hombre del atardecer, de Santiago Moncada, dirigida per Mara Recatero (1981)
- La voz humana, de Jean Cocteau (1981)
- El caso de la mujer asesinadita, de Miguel Mihura i Álvaro de Laiglesia, dirigida per Gustavo Pérez Puig (1983)
- Hay que deshacer la casa, de Sebastián Junyent (1985)
- La Celestina, de Fernando de Rojas, dirigida per Adolfo Marsillach (1988)
- La loca de Chaillot, de Jean Giraudoux, dirigida per José Luis Alonso (1989)
- Rosas de otoño, de Jacinto Benavente, dirigida per José Luis Alonso (1990)
- El abanico de Lady Windermere... o la importancia de llamarse Wilde, versió d'Ana Diosdado de l'obra d'Oscar Wilde, dirigida per Juan Carlos Pérez de la Fuente (1992-93)
- El canto de los cisnes, adaptada per Rodolf Sirera i dirigida per Juan Carlos Pérez de la Fuente (1993-94)
- Los padres terribles, de Jean Cocteau, adaptada per Rodolf Sirera i dirigida per Juan Carlos Pérez de la Fuente (1995-97)
- Los árboles mueren de pie, d'Alejandro Casona (1999)
- Paseando a Miss Daisy, d'Alfred Uhry (2001)
- La brisa de la vida, de David Hare, dirigida per Lluís Pasqual (2004)
- La duda, versió d'El abuelo, de Benito Pérez Galdós (2006)

### Televisió
- Cuidado con el ángel (1959)
- Pecado mortal (1960)
- Pensión de mujeres (1960)
- El otro (1960)
- La Leona (1961)
- Estafa de amor (1961)
- Tres caras de mujer (1963)
- Anita de Montemar (1966)
- La tormenta (1967)
- La cruz de Marisa Cruces (1969)
- Sin palabras (1969)
- La Hiena (1974)
- Lo imperdonable (1977)
- Pasiones encendidas (1978)
- Los gozos y las sombras (1982)
- La Regenta (1995)
- Una de dos (1998-1999)

## Guardons
- Premi ACE a la millor actriu per La coquito (1980)[7]
- Premi Lope de Vega per Hay que deshacer la casa, de Sebastián Junyent (1986)[1]
- Goya a la millor actriu per Hay que deshacer la casa, de José Luis García Sánchez (1986)[1]
- Medalla d'Or al Mèrit en les Belles Arts (1990)[1]
- Fotogramas de Plata especial, per tota una vida (1993)[7]
- Premio Nacional de Teatro (1996)[1]
- Premio Nacional de Teatro Pepe Isbert (2001)[7]
- Premi Ercilla per la seva trajectòria professional (2002)[7]
- Doctora honoris causa per la Universitat Politècnica de València (2004)[7]
- Premi honorífic "Toda una vida", al Festival Iberoamericà de Cinema de Huelva (2004)[8]
- Medalla d'Or al mèrit, concedida pel Círculo de Escritores Cinematográficos (2006)[1]